# Burglinde Pollak
Burglinde Pollak   (Werder (Havel), 10 de juny de 1951), de soltera Burglinde Grimm, és una atleta alemanya, ja retirada, especialista en pentatló, que va competir sota bandera de la República Democràtica Alemanya.

## Carrera esportiva
Va participar, als 21 anys, en els Jocs Olímpics d'Estiu de 1972 realitzats a Múnic (Alemanya Occidental), on va aconseguir guanyar la medalla de bronze en la prova femenina de pentaltó, un metall que aconseguí revalidar en els Jocs Olímpics d'Estiu de 1976 realitzats a Mont-real (Canadà). En els Jocs Olímpics d'Estiu de 1980 realitzats a Moscou (Unió Soviètica) finalitzà sisena en aquesta mateixa prova, aconseguint així un diploma olímpic.
Durant la seva carrera esportiva va establir tres rècords mundials, el 1970, 1972 i 1973.
Al llarg de la seva carrera ha guanyat tres medalles de plata en el Campionat d'Europa d'atletisme.
Una vegada retirada va exercir de fisioterapeuta a la seva pròpia clínica.